# Con brio
Con brio is een Italiaanse muziekterm die aangeeft dat een stuk of passage uitgevoerd dient te worden op een levendige manier. De term wordt naar het Nederlands vertaald als met vuur, als levendig of als met energie. In principe is het een aanwijzing voor de voordracht van een stuk en niet voor de dynamiek of het tempo, tenzij gebruikt in combinatie met een tempo-aanduiding, bijvoorbeeld Allegro con brio.

## Andere toevoegingen aan een tempo-aanduiding
- molto, assai (zeer)
- vivace, vivo (levendig)
- con moto (met beweging)
- mosso (levendig, bewogen)
- un poco, (een beetje)
- poco a poco (beetje bij beetje, langzamerhand)
- moderato (gematigd)
- meno (minder)
- più (meer)
- quasi (bijna, ongeveer)
- troppo (te veel)
- allegro assai (zeer snel)